# Мая Лін
Мая Лін (англ. Maya Lin, 5 жовтня 1959, Атенс, Огайо) — американська архітекторка та скульпторка китайського походження, відома своїми мінімалістичними та емоційно насиченими проєктами. Вона отримала численні нагороди за свою творчість, включаючи Національну медаль мистецтв та Президентську медаль Свободи.

## Біографія
Мая Лін народилася 5 жовтня 1959 року в місті Атенс, штат Огайо, США. Її батьки були іммігрантами з Китаю, які емігрували до США після Другої світової війни.
Майя Лін вивчала архітектуру в Єльському університеті. Найвідомішою роботою Майї Лін є Меморіал ветеранів В'єтнамської війни у Вашингтоні, округ Колумбія. Цей меморіал, що складається з чорної гранітної стіни, на якій викарбувані імена загиблих, став символом пам'яті та скорботи. Крім меморіалів, Майя Лін також проєктувала музеї, громадські простори та скульптури. Її роботи відрізняються мінімалістичним стилем, використанням природних матеріалів та увагою до деталей.
Серед інших відомих проєктів Майї Лін — Меморіал громадянських прав у Монтгомері, штат Алабама, та Wave Field в парку Стормонт у штаті Нью-Йорк.